# Aloe hijazensis
Aloe hijazensis é uma espécie de liliopsida do gênero Aloe, pertencente à família Asphodelaceae.